# Martha and the Vandellas
Martha and the Vandellas (conocidas desde 1967 a 1972 como Martha Reeves and the Vandellas) fue un grupo vocal femenino, uno de los más exitosos de la compañía discográfica Motown durante el periodo comprendido entre 1963 y 1967.
En contraste con otros grupos femeninos de Motown, como The Supremes o The Marvelettes, Martha and the Vandellas fueron conocidas por un sonido R&B más duro caracterizado en canciones como «(Love Is Like A) Heat Wave», «Nowhere to Run», «Jimmy Mack» o «Dancing in the Street». Durante sus nueve años funcionando como grupo de 1963 a 1972, Martha and the Vandellas crearon más de veintiséis éxitos y grabaron en diferentes estilos como doo-wop, R&B, pop, blues, rock y soul. Diez canciones alcanzaron el Top Ten de los Billboard R&B singles chart, entre ellos dos R&B número uno. Doce canciones consiguieron colocarse dentro del Top 40 del Billboard Hot 100, con seis canciones dentro de las diez mejores, entre ellas «Dancing in the Street», »Heat Wave», «Nowhere to Run» y «Jimmy Mack».

## Historia
En 1957, Rosalind Ashford y Annette Beard, dos amigas adolescentes de Detroit, acudieron a una audición para Edward Larkins, un cazatalentos local que quería formar un grupo de chicas. Ambas fueron seleccionadas, y tras varios cambios de formación, finalmente el grupo fue conformado como cuarteto, completando la formación Gloria Williams y Martha Reeves. Bajo el nombre de Del-Phi's, comenzaron a actuar en clubes locales, eventos privados y funciones escolares. En 1960 firmaron su primer contrato discográfico con Checker Records, lanzando «I'll Let You Know» con escaso éxito. Poco después probarían suerte bajo el sello Checkmate Records, subsidiario de Chess Records, grabando «There He Is (At My Door)» con Williams en la voz principal, que tampoco logró el éxito deseado.
Martha Reeves, que actuaba como solista bajo el nombre de Martha LaVaille comenzó a trabajar para la Motown, como su secretaria, y finalmente responsable de manejar las audiciones de la compañía, después de que el productor Mickey Stevenson la oyera cantar en un club. En 1961, el grupo, ahora conocido como The Vels, comenzó a grabar coros para Motown, gracias a los contactos de Reeves. En 1962, participaron como coristas en la grabación del primer sencillo exitoso de Marvin Gaye, «Stubborn Kind of Fellow» y poco después grabaron una "demo" de la canción «I'll Have to Let Him Go» con Martha Reeves a la voz principal, un tema que inicialmente estaba destinado a ser cantado por Mary Wells. Berry Gordy, presidente de la Motown quedó tan impresionado por la grabación del grupo y la voz principal de Martha, que les ofreció un contrato discográfico. Gloria Williams optó por dejar el grupo, al no sentirse preparada para iniciar una carrera musical profesional y el trío fue renombrado como The Vandellas.
Tras firmar el contrato discográfico con Motown en 1962, el grupo no tardó en alcanzar el éxito. Su segundo sencillo con la compañía, «Come and Get These Memories», la primera composición del famoso equipo de composición, Holland-Dozier-Holland, se convirtió en el primer Top 40 de The Vandellas, alcanzando el número veintinueve en la lista Billboard Hot 100 y el número seis en la lista de R&B. Su segundo éxito, «Heat Wave», llegó al número cuatro en la lista Billboard Hot 100 y al número uno en la lista de sencillos de R&B, permaneciendo durante cinco semanas. El sencillo fue además disco de oro, al vender más de un millón de copias, y dio al grupo su primera nominación a los Premios Grammy. El éxito continuó con «Quicksand», otra composición de Holland-Dozier-Holland, que alcanzó el puesto número ocho a fines del otoño de 1963. Por esa época, Annette Beard, que estaba embarazada de su primer hijo y estaba a punto de casarse, decidió dejar atrás su carrera como cantante. Betty Kelley, antes en The Velvelettes, fue contratada poco después para sustituirla.
En 1964 publicaron "Dancing in the Street», número 2 en la lista Billboard Hot 100 y su primer éxito internacional, trabajo por el que recibieron un nuevo disco de oro por ventas superiores al millón de copias. Entre 1964 y 1967, sencillos como «Wild One», «Nowhere to Run», «Love (Makes Me Do Foolish Things)», «You've Been in Love Too Long», «My Baby Loves Me», «I'm Ready for Love» y «Jimmy Mack» mantuvieron a The Vandellas como uno de los mejores artistas de la Motown. Aparecieron en los más populares programas de la televisión estadounidense, como The Ed Sullivan Show, The Mike Douglas Show, American Bandstand y Shindig!.
En 1967, William "Mickey" Stevenson, mentor de Martha Reeves, dejó Motown, y poco después, a comienzos de 1968, lo harían también el equipo de composición Holland-Dozier-Holland, principales colaboradores del grupo. Aun así, The Vandellas continuaron encontrando el éxito con los sencillos producidos por Richard Morris, como «Love Bug Leave My Heart Alone» y «Honey Chile». En el verano de 1968, el grupo se unió a The Supremes, The Temptations, The Four Tops y Marvin Gaye para grabar un álbum en vivo de su actuación en el mítico club neoyorquino Copacabana.
Betty Kelley fue despedida por, supuestamente faltar a los programas y además de tener altercados con Reeves. Kelley fue reemplazada por la hermana de Martha Reeves, Lois. Simultáneamente, el nombre del grupo se cambió oficialmente a Martha Reeves and the Vandellas, para ajustarse a los cambios recientes de la compañía respecto a los nombres, como sucedió también con The Supremes y The Miracles para destacar a sus cantantes principales. Durante este tiempo, el grupo graba temas como «(We've Got) Honey Love», «Sweet Darlin'» y «Taking My Love and Leaving Me», con un éxito decreciente.
En 1969, Ashford dejó el grupo y fue reemplazada por otra exmiembro de The Velvelettes, Sandra Tilley. Aunque The Vandellas no alcanzaron a recuperar el éxito en Estados Unidos, el grupo continuó lanzando álbumes y sencillos hasta principios de la década de 1970 que resultaron muy populares en el Reino Unido. Entre sus éxitos de finales de la década de 1960 se encontraba «I Can't Dance to That Music You're Playing», que contó con la participación de la cantante Syreeta Wright cantando en el coro. En 1969, una reedición de «Nowhere to Run» alcanzó el top 40 en el Reino Unido. En 1970, el grupo publicó el primer sencillo de canción protesta de Motown, la controvertida canción contra la guerra, «I Should Be Proud», que alcanzó un modesto puesto 45 en la lista de sencillos de R&B.
En 1971, el grupo obtuvo otro éxito en el Reino Unido con «Forget Me Not». más tarde ese año obtuvieron un éxito internacional con «Bless You», producida por los productores de Jackson 5, The Corporation. La canción alcanzó el puesto cincuenta y tres en la lista de sencillos de pop estadounidense y el número veintinueve en la lista de sencillos de R&B. «Bless You» alcanzó el número treinta y tres en el Reino Unido, lo que le dio al grupo dos grandes éxitos ese año en Inglaterra. Alcanzó también el número 16 en Canadá y llegó hasta el número 2 en Puerto Rico. Iba a ser el último sencillo exitoso de Billboard Hot 100 para el grupo. Después de dos sencillos consecutivos en el Top 40 de R&B, la balada «In and Out of My Life» y la versión de Marvin Gaye, «Tear It On Down», el grupo se disolvió tras un concierto de despedida celebrado en el Cobo Hall de Detroit el 21 de diciembre de 1972.

## Premios y reconocimientos
«Dancing in the Street» de Martha and the Vandellas fue incluido en el Salón de la Fama de los Grammy en 1999 (fueron nominados a Mejor Interpretación Vocal de R&B por un Dúo o Grupo por la canción en 1964). En 1993, Martha Reeves and the Vandellas recibieron el Pioneer Award de la Rhythm and Blues Foundation. Excepto Gloria Williams y Sandra Tilley, todos los miembros del grupo fueron incluidos en el Salón de la Fama del Rock and Roll en 1995, convirtiéndose en el segundo grupo exclusivamente femenino en ser incluido. En 2003, fueron incluidos en el Salón de la Fama de los Grupos Vocales. Dos de sus sencillos, «(Love Is Like A) Heat Wave» y «Dancing in the Street» fueron incluidos en la lista de las 500 canciones del Salón de la Fama del Rock and Roll que dieron forma al Rock and Roll. En 2004, Rolling Stone clasificó al grupo en el puesto 96 de su lista de los 100 mejores artistas de todos los tiempos. En 2005, Martha & The Vandellas fueron elegidos para el Salón de la Fama de las Leyendas del Rock and Roll de Míchigan.

## Discografía
- Come and Get These Memories (1963)
- Heat Wave (1963)
- Dance Party (1965)
- Greatest Hits (1966)
- Watchout! (1966)
- Martha and the Vandellas Live! (1967)
- Ridin' High (1968)
- Sugar 'n' Spice (1969)
- Natural Resources (1970)
- Black Magic (1972)